# King Kelly
Michael Joseph Kelly, detto King (Troy, 31 dicembre 1857 – Boston, 8 novembre 1894), è stato un giocatore di baseball e allenatore di baseball statunitense che ha giocato nel ruolo di esterno e ricevitore nella Major League Baseball (MLB). È stato introdotto nella National Baseball Hall of Fame nel 1945 per i suoi meriti come giocatore.

## Carriera
Kelly trascorse la maggior parte delle 16 stagioni della sua carriera con i Chicago White Stockings e i Boston Beaneaters. Fu per tre volte giocatore-manager: nel 1887 per i Beaneaters, nel 1890 portò i Boston Reds alla vittoria del pennant nell'unica stagione di esistenza della Players' League e nel 1891 per i Cincinnati Kelly's Killers, prima del suo ritiro nel 1893. È spesso accreditato per avere perfezionato e reso popolari varie strategie come il "batti e corri" e la pratica del ricevitore di difendere la prima base. Con i White Stocking, Kelly vinse cinque titoli della National League mentre un sesto lo vinse con i Beaneaters nel 1892. Per due volte fu il miglior battitore della National League (1884, 1886) e per tre anni consecutivi guidò la lega in punti segnati.

## Palmarès
- Miglior battitore della National League: 2

1884, 1886
- Leader della National League in punti segnati: 3

1884–1886